# 14 de junho
14 de junho é o 165.º dia do ano no calendário gregoriano (166.º em anos bissextos). Faltam 200 dias para acabar o ano.

## Eventos históricos

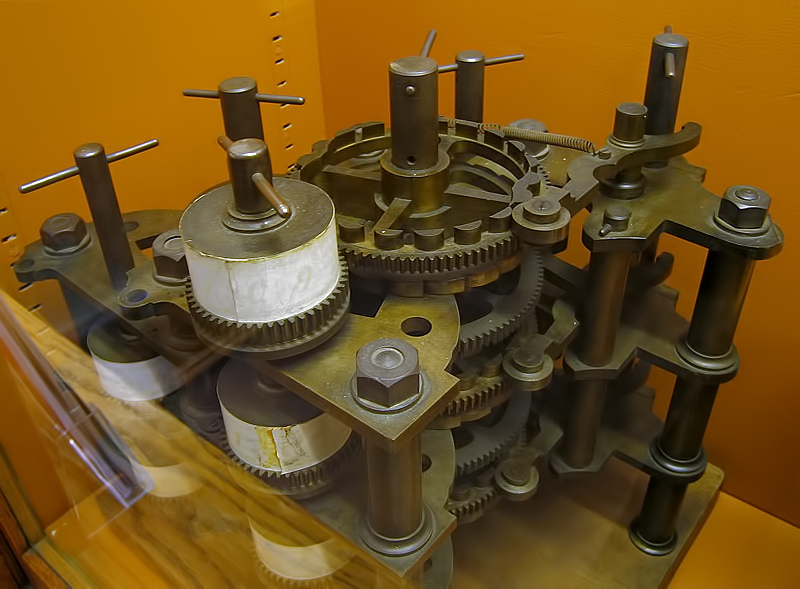
1822: Parte da máquina diferencial de Babbage

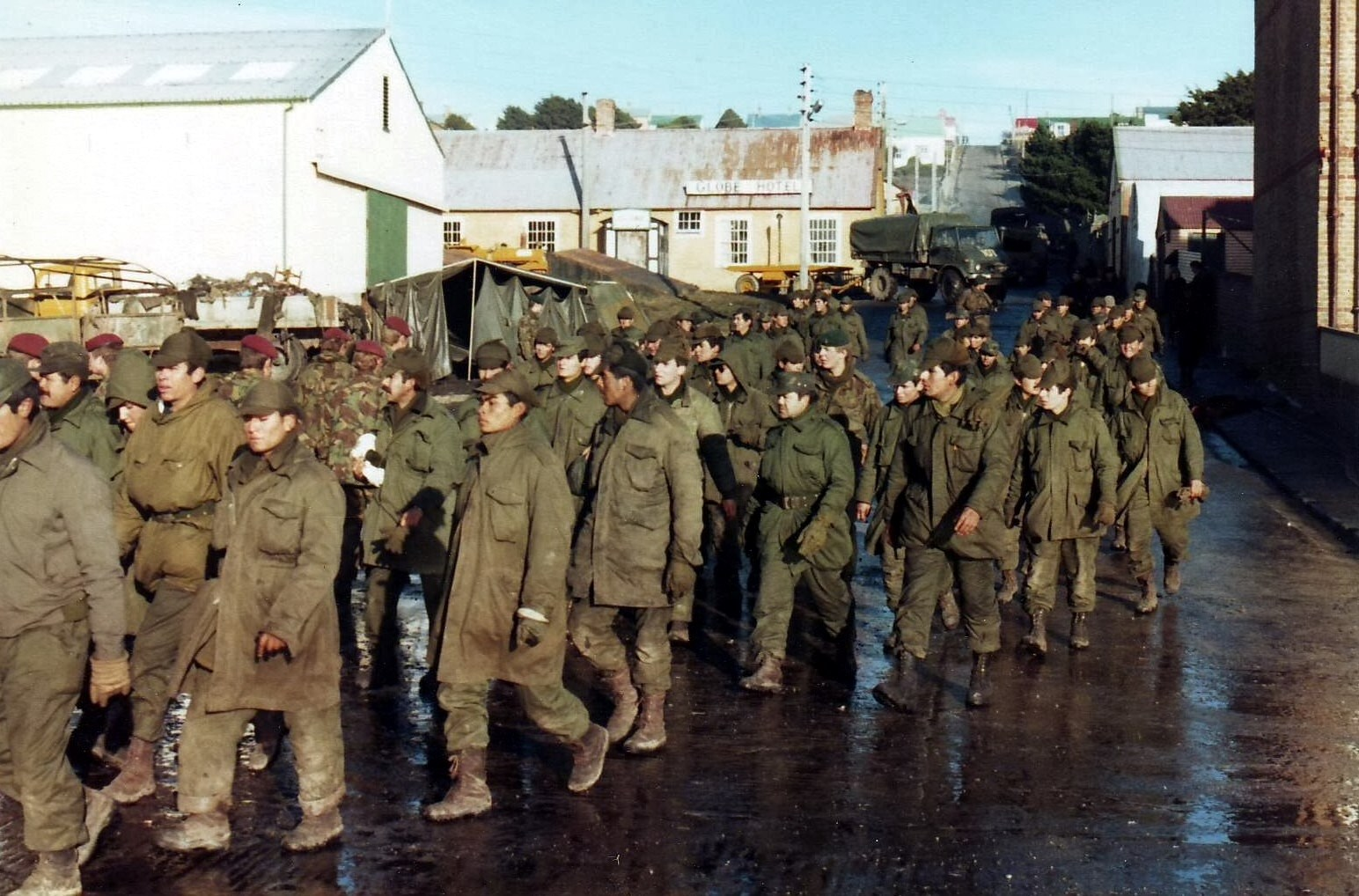
1982: Guerra das Malvinas: rendição argentina em Porto Stanley

- 1158 — A cidade de Munique é fundada por Henrique, o Leão nas margens do rio Isar.
- 1216 — Primeira Guerra dos Barões: o príncipe Luís da França captura a cidade de Winchester e logo conquista mais da metade do Reino da Inglaterra.
- 1276 — Durante o exílio em Fuzhou, longe do avanço dos invasores mongóis, os remanescentes da corte da dinastia Song realizam a cerimônia de coroação do imperador Duanzong.
- 1287 — Kublai Khan derrota a força de Nayan e outros príncipes Borjigin tradicionalistas na Mongólia Oriental e na Manchúria.
- 1381 — Ricardo II da Inglaterra encontra os líderes da Revolta dos Camponeses em Mile End. A Torre de Londres é invadida por rebeldes que entram sem resistência.
- 1404 — O líder rebelde do País de Gales, Owain Glyndŵr, declarando-se Príncipe de Gales, alia-se aos franceses contra o rei Henrique IV da Inglaterra.
- 1645 — Guerra Civil Inglesa: Batalha de Naseby: Doze mil forças realistas são derrotadas por quinze mil soldados parlamentares.
- 1658 — Guerra Franco-Espanhola: Turenne e o exército francês obtêm uma vitória decisiva sobre os espanhóis na batalha das Dunas.[1]
- 1667 — Termina a incursão de Medway pela frota holandesa na Segunda Guerra Anglo-Holandesa. Ela durou cinco dias e resultou na pior derrota da Marinha Real Britânica.
- 1690 — O rei Guilherme III da Inglaterra (Guilherme de Orange) desembarca na Irlanda para enfrentar o ex-rei Jaime II.
- 1775 — Guerra de Independência dos Estados Unidos: o Exército Continental é criado pelo Congresso Continental, marcando o nascimento do Exército dos Estados Unidos.
- 1789 — Motim do HMS Bounty: sobreviventes do motim, incluindo o capitão William Bligh e outros 18 tripulantes chegam em Timor depois de uma viagem de quase 7 400 km em um barco aberto.
- 1800 — O exército francês do primeiro cônsul Napoleão Bonaparte derrota os austríacos na Batalha de Marengo, no norte da Itália, e reconquista a Itália.
- 1807 — O Grande Armée francês do Imperador Napoleão derrota o Exército Imperial Russo na Polônia (atual Rússia, Oblast de Kaliningrado), terminando com a Guerra da Quarta Coalizão.
- 1821 — Badi VII, rei de Senar, entrega seu trono e reino a Ismail Pasha, general do Império Otomano, pondo fim ao reino sudanês de 300 anos.
- 1822 — Charles Babbage propõe uma máquina diferencial em um documento para a Royal Astronomical Society.
- 1830 — Início da colonização francesa da Argélia: trinta e quatro mil soldados franceses iniciam a invasão de Argel, desembarcando 27 quilômetros a oeste de Sidi Fredj.
- 1900
  - Havaí se torna um território dos Estados Unidos.
  - A segunda lei naval alemã prevê que a Marinha Imperial Alemã seja duplicada em tamanho.
- 1909 — O presidente brasileiro Afonso Pena morre e o seu vice Nilo Peçanha é empossado como Presidente da República.
- 1919 — John Alcock e Arthur Whitten Brown partem de St. John's, Terra Nova e Labrador no primeiro voo transatlântico sem escalas.
- 1926 — Brasil deixa a Liga das Nações.
- 1937 — A Câmara dos Deputados dos Estados Unidos aprova o Ato de Taxação da Maconha.
- 1940
  - União Soviética apresenta um ultimato à Lituânia, resultando na perda da independência da Lituânia.
  - Setecentos e vinte e oito prisioneiros políticos poloneses de Tarnów se tornam os primeiros internos do campo de concentração de Auschwitz.
- 1944 — Segunda Guerra Mundial: após várias tentativas fracassadas, o exército britânico abandona a Operação Perch, seu plano de capturar a cidade de Caen ocupada pelos alemães.[2]
- 1949 — Albert II, um macaco rhesus, voa em um foguete V-2 a uma altitude de 134 km, tornando-se assim o primeiro mamífero e primeiro macaco no espaço.
- 1951 — UNIVAC I entra em operação no Departamento do Censo dos Estados Unidos.
- 1959 — Exilados dominicanos partem de Cuba e desembarcam na República Dominicana para derrubar o governo totalitário de Rafael Trujillo . Todos, exceto quatro, são mortos ou executados.
- 1962 — A Organização Europeia de Pesquisa Espacial é estabelecida em Paris – tornando-se mais tarde a Agência Espacial Europeia.
- 1966 — Vaticano anuncia a abolição do Index Librorum Prohibitorum ("Índice de Livros Proibidos"), que foi originalmente instituído em 1557.
- 1967 — Programa Mariner: Mariner 5 é lançada em direção a Vênus.
- 1972 — O voo 471 da Japan Airlines cai ao se aproximar do Aeroporto Internacional de Palam (atualmente Aeroporto Internacional Indira Gandhi) em Nova Deli, Índia, matando 82 das 87 pessoas a bordo e mais quatro pessoas no solo.
- 1982 — Guerra das Malvinas: as forças argentinas na capital Stanley se rendem condicionalmente às forças britânicas.
- 1985 — Cinco membros da Comunidade Económica Europeia assinam o Acordo de Schengen que estabelece uma zona de livre circulação sem controlos fronteiriços.
- 2002 — O asteroide próximo à Terra 2002 MN, passa a 121 000 km, cerca de um terço da distância entre a Terra e a Lua.
- 2014 — Um avião de transporte militar Ilyushin Il-76 da Ucrânia é abatido, matando todas as 49 pessoas a bordo.[3]
- 2017 — Londres: um incêndio em um prédio de apartamentos em North Kensington deixa 72 mortos e outros 74 feridos.
- 2018 — Começa a Copa do Mundo FIFA de 2018 na Rússia.
- 2023 — O Naufrágio de barco de migrantes na costa de Pilos, Grécia, resulta em pelo menos 78 mortes e centenas de desaparecidos.

## Nascimentos

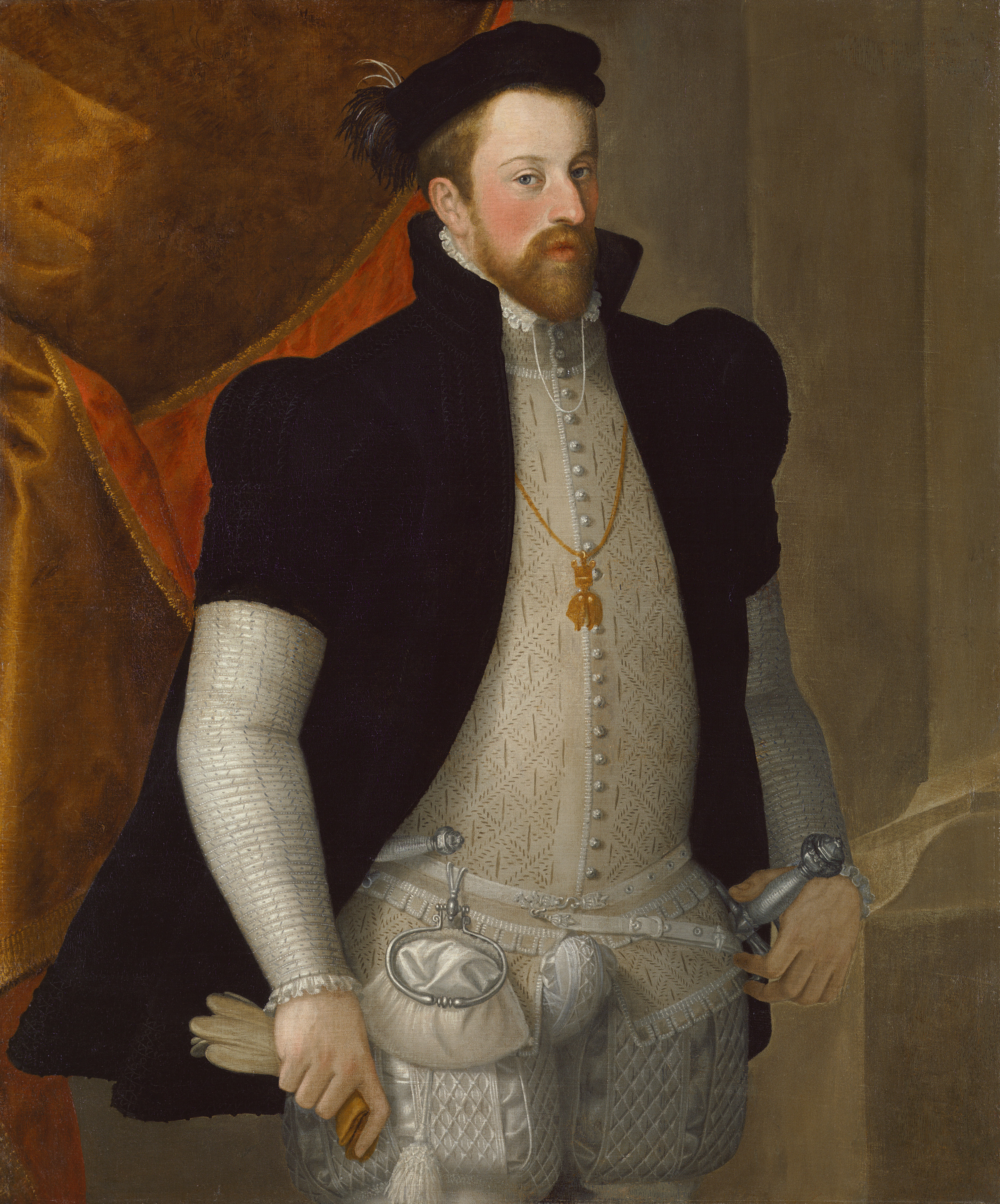
Fernando II da Áustria

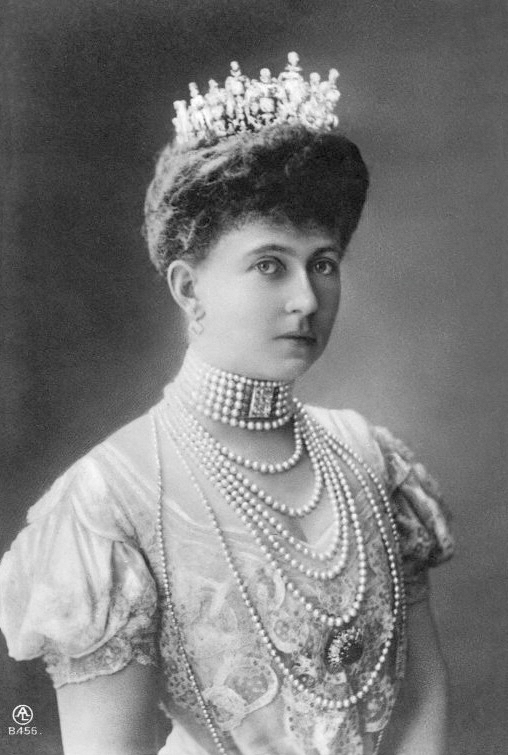
Sofia da Prússia

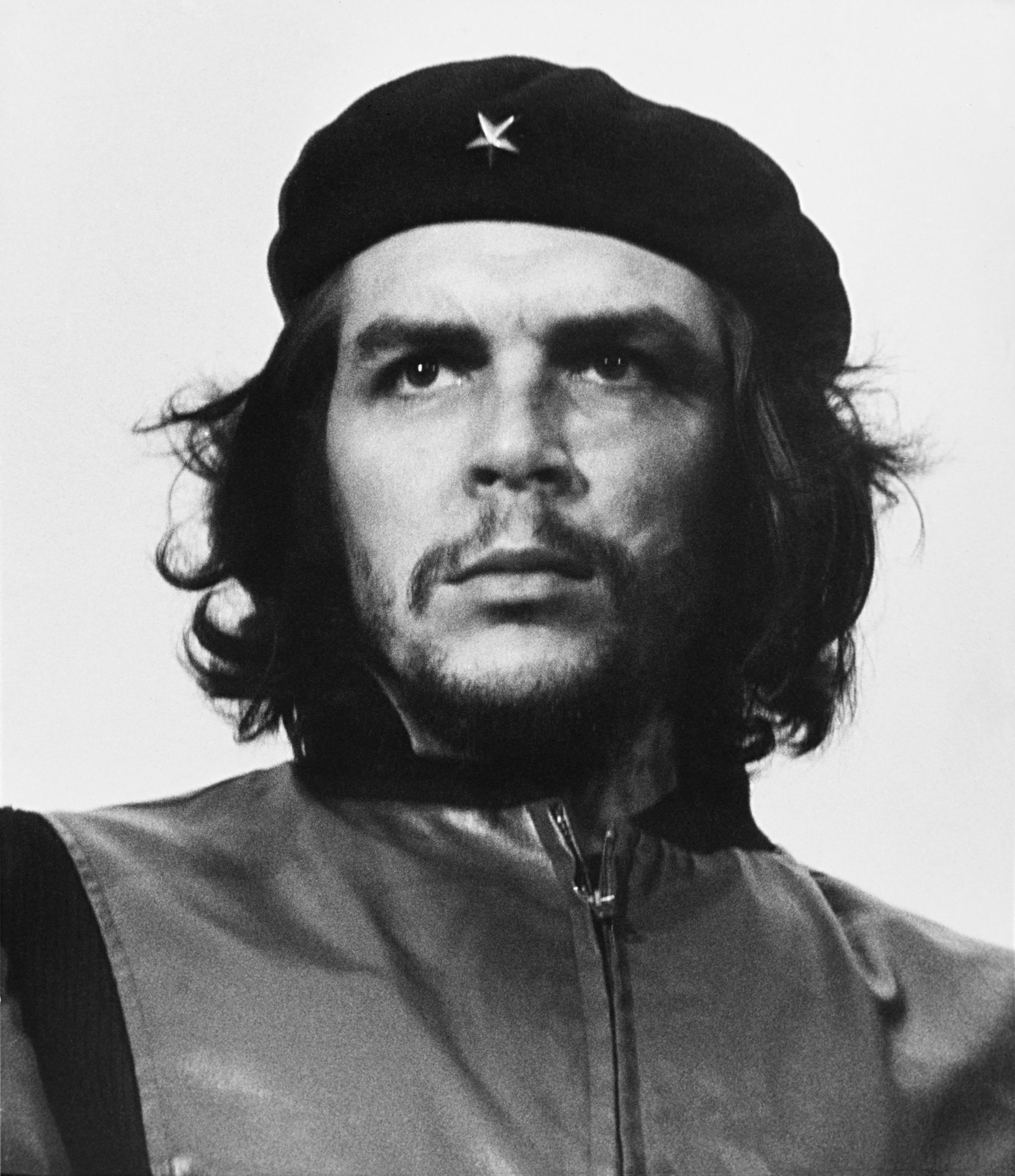
Che Guevara

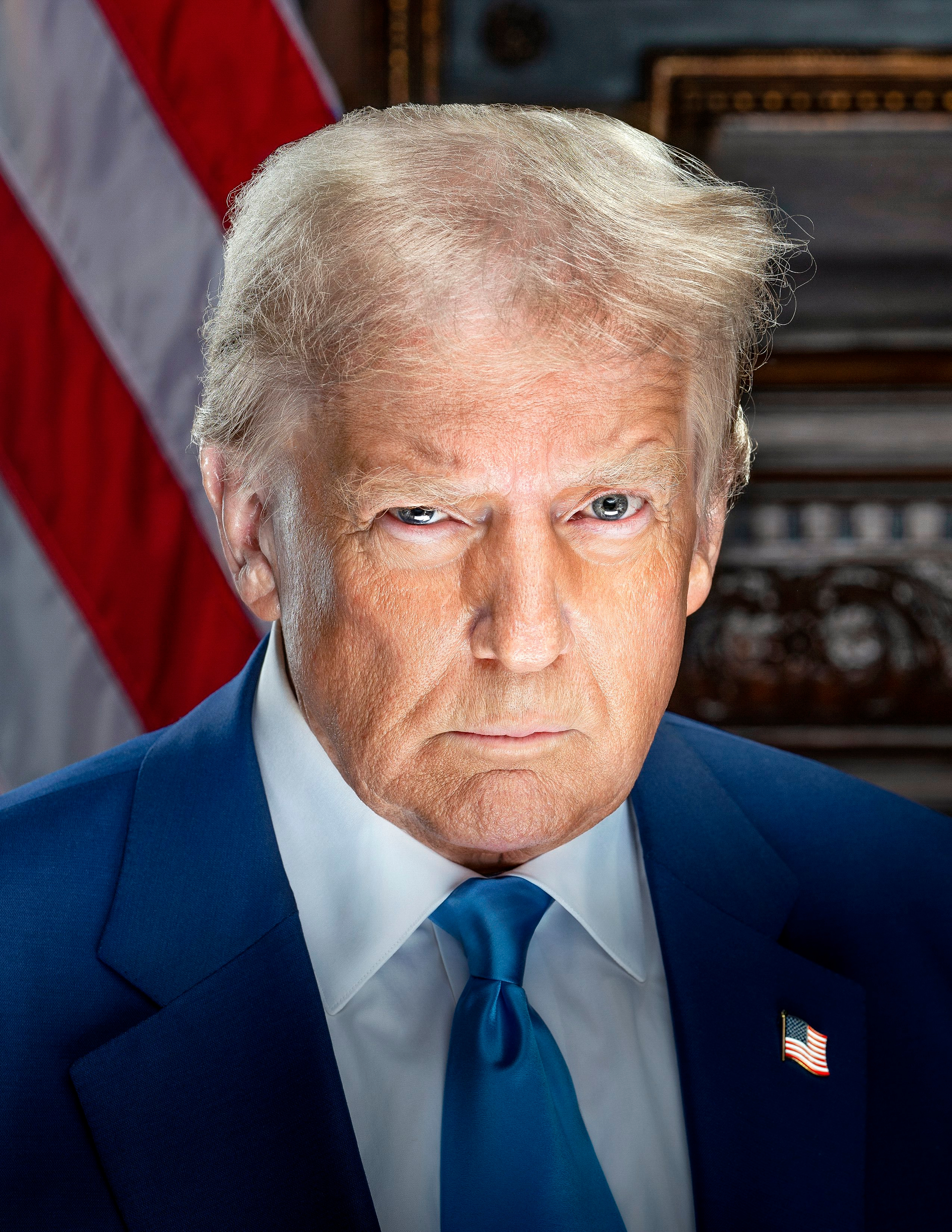
Donald Trump

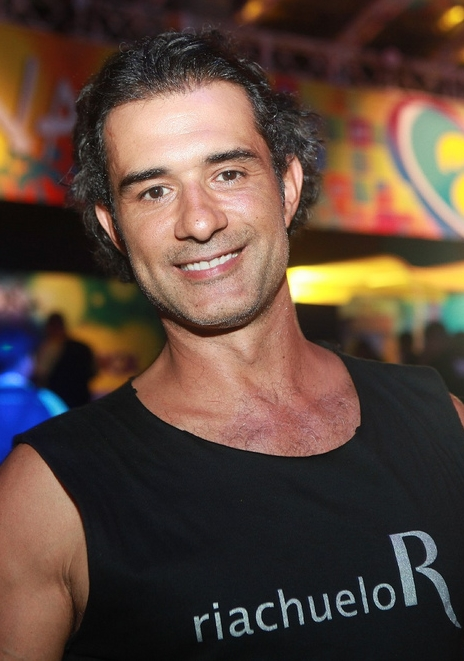
Marcos Pasquim

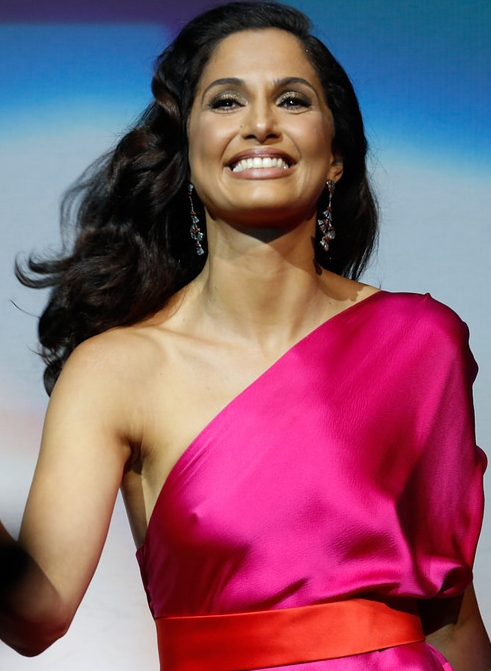
Camila Pitanga

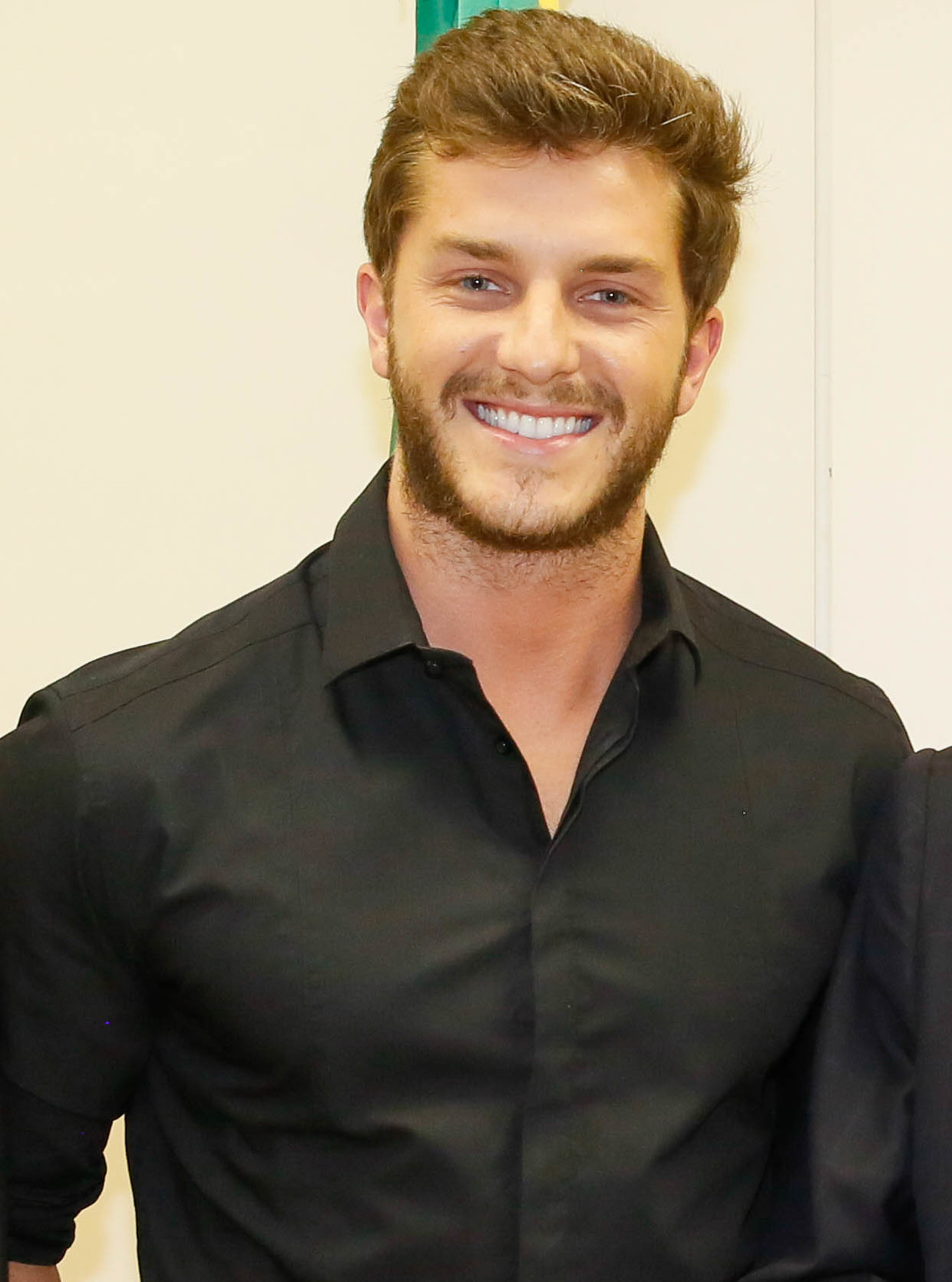
Klebber Toledo

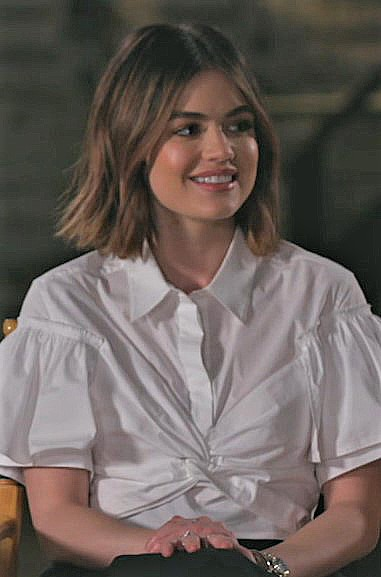
Lucy Hale

### Anteriores ao século XIX
- 1529 — Fernando II da Áustria (m. 1595).
- 1736 — Charles Augustin de Coulomb, físico francês (m. 1806).

### Século XIX
- 1801 — Peter Wilhelm Lund, paleontólogo dinamarquês (m. 1880).
- 1811 — Harriet Beecher Stowe, novelista e abolicionista americana (m. 1896).
- 1820 — John Bartlett, editor e escritor americano (m. 1905).
- 1823 — Piotr Lavrovich Lavrov, escritor, matemático, filósofo e sociólogo russo (m. 1900).
- 1856 — Andrei Andreyevich Markov, matemático russo (m. 1922).
- 1864 — Alois Alzheimer, médico alemão (m. 1915).
- 1868 — Karl Landsteiner, físico e biólogo austríaco (m. 1943).
- 1870 — Sofia da Prússia (m. 1932).
- 1871 — Jacob Ellehammer, inventor dinamarquês (m. 1946).

### Século XX

#### 1901–1950
- 1908 — Fernão de Ornelas, político português (m. 1978).
- 1919 — Linda Batista, cantora brasileira (m. 1988).
- 1925 — Dalton Trevisan, escritor brasileiro (m. 2024).
- 1928 — Che Guevara, médico e revolucionário argentino (m. 1967).
- 1931 — Marla Gibbs, atriz norte-americana.
- 1932 — Henri Schwery, cardeal suíço (m. 2021).
- 1935 — Dom Jorge Tobias de Freitas, bispo brasileiro.
- 1936 — Wilson das Neves, cantor e compositor brasileiro (m. 2017).
- 1939 — Manuel Vásquez Montalbán, escritor espanhol (m. 2003).
- 1945
  - Jörg Immendorff, pintor e escultor alemão (m. 2007)
  - Cláudio Fontana, cantor e compositor brasileiro.
- 1946 — Donald Trump, político e empresário estadunidense.
- 1947 — Gésio Amadeu, ator brasileiro (m. 2020).

#### 1951–2000
- 1953 — Roberto Jefferson, político brasileiro.
- 1955 — Peter Lindbäck, político finlandês.
- 1956 — Gianna Nannini, cantora e compositora italiana.
- 1961
  - Boy George, músico britânico.
  - Grace Jackson, atleta jamaicana.
- 1963 — Osmar Júnior, poeta, cantor e compositor brasileiro.
- 1964 — Guga, futebolista brasileiro.
- 1966
  - Adriana Colin, modelo, miss, apresentadora e jornalista brasileira.
  - João Antônio, futebolista brasileiro.
  - Traylor Howard, atriz norte-americana.
  - Betinho, futebolista brasileiro.
- 1969
  - Steffi Graf, tenista alemã.
  - Marcos Pasquim, ator brasileiro.
- 1970 — Tetsuya Harada, motociclista japonês.
- 1971 — Billie Myers, cantora britânica.
- 1972 — Vanessa Riche, jornalista brasileira.
- 1973
  - Michael Cade, ator estadunidense.
  - David Fonseca, cantor português.
- 1975 — DJ Marky, DJ e produtor musical brasileiro.
- 1976
  - Lavínia Vlasak, atriz e modelo brasileira.
  - Massimo Oddo, futebolista italiano.
- 1977 — Camila Pitanga, atriz brasileira.
- 1979
  - Paradorn Srichaphan, tenista tailandês.
  - Luís Filipe, futebolista português.
- 1980 — Marine Galstyan, atriz e diretora armênio-italiana.
- 1981 — Elano, futebolista brasileiro.
- 1983 — Louis Garrel, ator francês.
- 1985 — Andy Soucek, automobilista espanhol.
- 1986 — Klebber Toledo, ator brasileiro.
- 1987 — Letícia Lima, atriz brasileira.
- 1988 — Kevin McHale, ator e cantor estadunidense.
- 1989
  - Lucy Hale, atriz norte-americana.
  - Joao Rojas, futebolista equatoriano.
- 1990 — Caio Mesquita, saxofonista e produtor musical brasileiro.
- 1991
  - Jesy Nelson, cantora, dançarina e compositora britânica.
  - André Carrillo, futebolista peruano.
- 1992
  - Gaby Mellado, atriz mexicana.
  - Evan Sabara, ator norte-americano.
  - Daryl Sabara, ator norte-americano.
- 1993 — Gunna, rapper norte-americano.
- 1998 — Svante Ingelsson, futebolista profissional sueco.
- 1999 — Chou Tzu-yu, cantora e dançarina taiwanesa.
- 2000 — RJ Barrett, jogador de basquete canadense.

### Século XXI
- 2002 — Ayra Starr, cantora e modelo nigeriana.
- 2004 — Chloe Chambers, automobilista estadunidense.
- 2005 — Tamara Smart, atriz inglesa.
- 2008 — Giulia Benite, atriz brasileira.

## Mortes

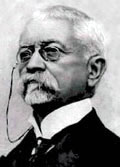
Afonso Pena

Leila Diniz

### Anteriores ao século XIX
- 0809 — Ōtomo no Otomaro, general japonês (n. 731).
- 0847 — Metódio I de Constantinopla (n. ?).
- 0987 — Aarão da Bulgária, nobre búlgaro (n. século X).
- 1497 — João Bórgia, 2.° duque de Gandía (n. 1474).
- 1544 — António da Lorena, nobre francês (n. 1489).
- 1594 — Orlando di Lasso, compositor franco-flamengo (n. 1534).
- 1746 — Colin Maclaurin, matemático britânico (n. 1698).
- 1800
  - Louis Charles Antoine Desaix, general francês (n. 1768).
  - Jean Baptiste Kléber, general francês (n. 1753).

### Século XIX
- 1801 — Benedict Arnold, general americano (n. 1741).
- 1825 — Pierre Charles L'Enfant, arquiteto e engenheiro franco-americano (n. 1754).
- 1837 — Giacomo Leopardi, poeta e filósofo italiano (n. 1798).
- 1883 — Edward FitzGerald, poeta e escritor britânico (n. 1809).
- 1886 — Alexandre Ostrovski, diretor e dramaturgo russo (n. 1823).
- 1895 — Nhá Chica, religiosa e beata brasileira (n. 1808).

### Século XX
- 1909 — Afonso Pena, advogado e político brasileiro, 6.° presidente do Brasil (n. 1847).
- 1911 — Johan Svendsen, compositor, maestro e violinista norueguês (n. 1840).
- 1920 — Max Weber, sociólogo alemão (n. 1864).
- 1926 — Mary Cassatt, pintora estadunidense (n. 1844).
- 1968 — Salvatore Quasimodo, escritor italiano (n. 1901).
- 1969 — Cacilda Becker, atriz brasileira (n. 1921).
- 1971 — Stuart Angel Jones estudante brasileiro (n. 1946).
- 1972 — Leila Diniz, atriz brasileira (n. 1945).
- 1979 — David Butler, cineasta estadunidense (n. 1894).
- 1982 — Marjorie Bennett, atriz australiana (n. 1896).
- 1986 — Jorge Luis Borges, escritor argentino (n. 1886).
- 1994 — Henry Mancini, compositor estadunidense (n. 1924).
- 1995
  - Clemente Geiger, bispo brasileiro (n. 1900).
  - Rory Gallagher, músico irlandês (n. 1948).

### Século XXI
- 2004 — Max Rosenberg, produtor de cinema norte-americano (n. 1914).
- 2007 — Kurt Waldheim, político austríaco (n. 1918).
- 2008
  - Jamelão, cantor brasileiro (n. 1913).
  - Esbjörn Svensson, pianista sueco (n. 1963).
- 2009
  - Abel Tador, futebolista nigeriano (n. 1984).
  - Carlos Pardo, automobilista mexicano (n. 1975).
- 2015 — Zito, futebolista brasileiro (n. 1932).
- 2025 — Bira Presidente, sambista brasileiro (n, 1937).

## Feriados e eventos cíclicos
- Dia Mundial do Doador de Sangue
- Dia da Bandeira nos Estados Unidos da América
- Dia Universal de Deus
- Dia do Solista
- Dia de Nhá Chica – Feriado nos municípios de Baependi e São João del-Rei, MG[4][5]

### Santos do dia
- José, o Hinógrafo
- Mártires de Córdova
- Metódio de Constantinopla
- Nhá Chica
- Richard Baxter

## Outros calendários
- No calendário romano era o 18.º dia (XVIII) antes das calendas de julho.
- No calendário litúrgico tem a letra dominical D para o dia da semana.
- No calendário gregoriano a epacta do dia é xiii.